# Тютюниково
Тютюниково — село в Алексеевском районе (городском округе, с 2018) Белгородской области, входит в состав Иващенковского сельского поселения.

## Описание
Расположено в восточной части области, в 29 км к юго-востоку от районного центра, города Алексеевки. 
| 1859 | 1897 | 2002 | 2010 |
| ---- | ---- | ---- | ---- |
| 920  | ↘849 | ↘393 | ↘297 |

Улицы и переулки
| - ул. Кольцевая - ул. Молодежная - ул. Подгорная - ул. Привольная - ул. Прудовая - ул. Центральная | - пер. Подгорный - пер. Центральный |

## История
Основано предположительно в начале XIX в. потомками малороссийских переселенцев «при отвершье Тютюниковского оврага».
В 1859 году - Бирюченского уезда «хутор владельческий Тютюников при отвершке Тютюникова оврага», «по правую сторону большого почтового тракта от г. Бирюча до г. Острогожска» - 112 дворов, 920 хуторян (453 муж., 467 жен.).
Упоминается в Памятной книжке Воронежской губернии за 1887 год как "хуторъ Тютюниковъ" Иващенковской волости Бирюченского уезда. Число жителей обоего пола — 1123, число дворов — 112.

### Памятники и мемориалы
Памятник 178-ми советских воинов, погибших в боях с фашистскими захватчиками.